# Sheena Govan
Sheena Govan (1912 - 1967), filha do evangelista John George Govan, foi uma das influências primárias daquilo que viria a tornar-se na Findhorn Foundation.
Diz-se que teve uma infância difícil, a sua espiritualidade, fora do comum, foi um desafio à Missão de Fé (Faith Mission), fundada pelo seu pai. Conheceu Dorothy Maclean nos anos 40, e posteriormente, Peter Caddy, numa viagem de comboio em Inglaterra, em 1947, casaram em 1948. Nessa altura Sheena vivia em Londres e recebia mensagens interiores de orientação.
Segundo Peter, "o seu apartamento era como um íman. Durante  o dia surgiam pessoas que vinham ajudar na orientação. Sheena acreditava, nessa época, que muitas pessoas estavam a passar por uma experiência iniciática à qual chamou o nascimento do Cristo interior. Era como uma parteira ajudando as pessoas a passarem por esse processo".
Dorothy afirma: "ela saberia aquilo que existe entre cada um e a divindade, aquilo que alguém coloca perante essa divindade". Eileen Caddy juntou-se-lhes em 1953. Sheena ensinava os seus formandos a fazerem tudo com perfeição e muito amor "para o Senhor". Treinava-os, ainda, segundo a prática de "receber" e viver pela orientação divina.
Partiu em 1967.